# Jack Nicklaus
Jack William Nicklaus (Columbus, Ohio; 21 de gener de 1940) és un exgolfista professional nord-americà, considerat per molts com el millor golfista de la història, per ser qui ha guanyat més tornejos majors (un total de 18 professionals i 20 si es tenen en compte els dos Oberts dels Estats Units Afeccionat que va guanyar en 1959 i 1961). La seva robusta aparença i el seu cabell daurat li han donat l'àlies de Golden Bear (ós daurat)
En l'Obert dels Estats Units de 1962 va guanyar el seu primer torneig professional, alhora que va ser també el seu primer major. En aquesta ocasió es va imposar a Arnold Palmer començant una enorme rivalitat entre ambdós. El 1966, va guanyar el Màsters per segon any consecutiu, sent l'únic en aconseguir-lo fins a aquest moment. Aquest any també va guanyar l'Obert britànic amb el qual va assolir adjudicar-se almenys en una ocasió tots els tornejos majors (havia aconseguit el Campionat de la PGA el 1963).
Entre 1971 i 1980, va guanyar nou majors més, superant el rècord de 13 majors que ostentava Bobby Jones. ALS 46 anys va assolir el seu 18º torneig major, en el Màsters de 1986, sent el guanyador de més edat d'un torneig major en la història. El 1990 es va unir al PGA Tour sènior i el 1996 havia guanyat deu tornejos del tour, incloent vuit majors. Va continuar jugant els quatre majors del PGA Tour fins a 2005, quan va disputar les seves últimes aparicions en l'Obert britànic i en el Màsters. A més d'aquests títols organitza el seu propi torneig del PGA Tour, el Memorial Tournament, escriu llibres sobre tècnica de joc i autobiogràfics, dissenya camps de golf (la seva companyia és una de les més importants del món) i té la seva pròpia marca d'equipament de golf, que va ser fundada el 1992.

## Biografia

### Inicis

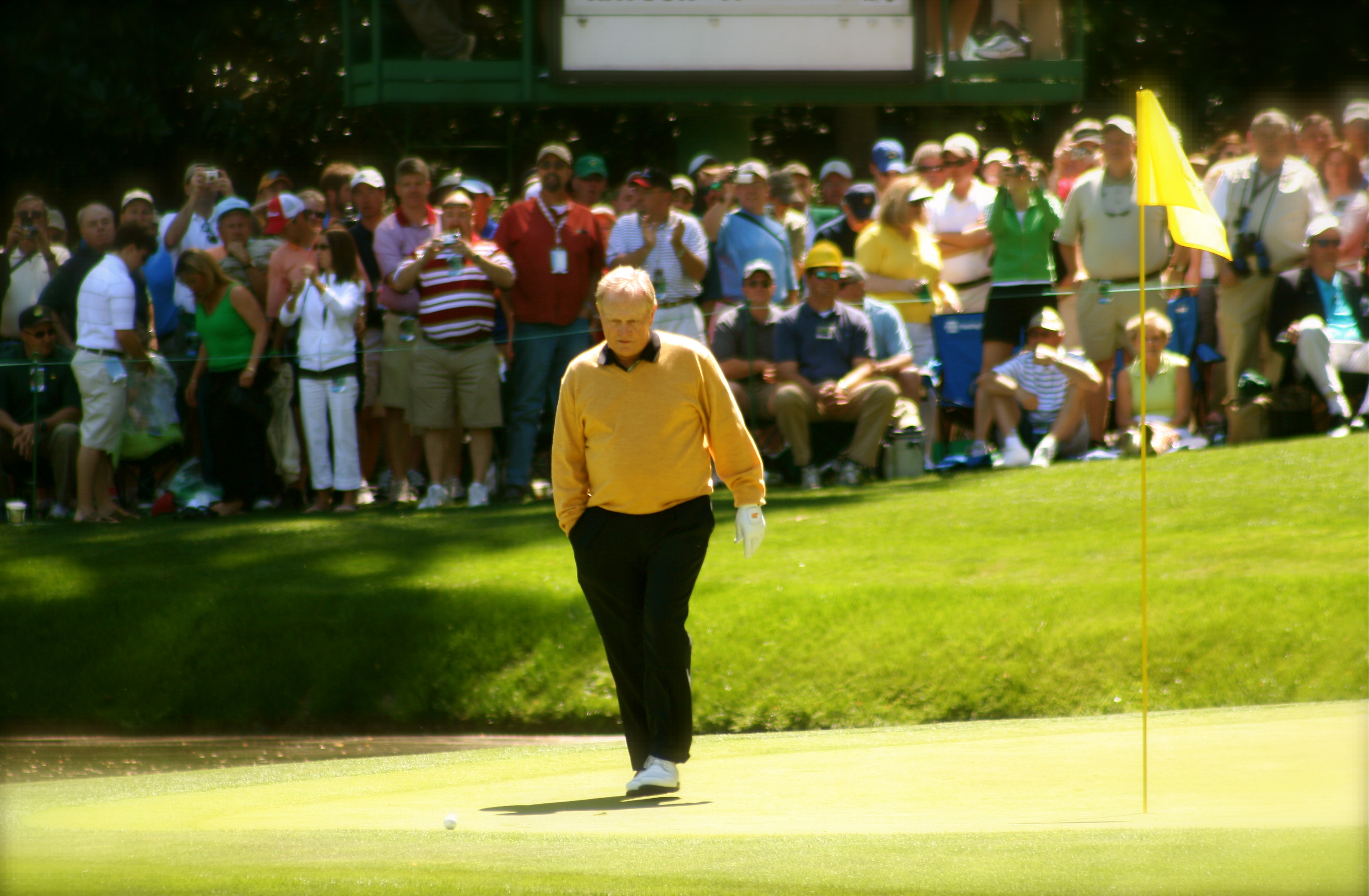
Nicklaus en el forat 9 del Màsters d'Augusta de 2006.

Nicklaus va néixer a Columbus, Ohio, fill d'un farmacèutic. Va viure en un suburbi d'Upper Arlington i va anar al Upper Arlington High School. Quan era nen va vèncer un cas de polio i als 10 anys va començar a jugar al golf realitzant 51 llançaments en 9 forats. Als 12 va guanyar el seu primer títol de cinc consecutius en el torneig júnior de l'Estat d'Ohio. Va guanyar l'Obert d'Ohio l'any 1956 als 16 anys, competint contra professionals. Mentre assistia a la Universitat de l'Estat d'Ohio, va guanyar el títol nord-americà afeccionat en dues ocasions (1959 i 1961) i un Campionat NCAA (1961). En el US Open de 1960 va realitzar 282 cops, acabant el segon, a dos cops d'Arnold Palmer.
Va representar els Estats Units contra Gran Bretanya i Irlanda, guanyant la Walker Cup tant en 1959 com en 1961 (va guanyar així mateix els seus partits individuals). També va ser membre de la victòria en el Trofeu Eisenhower de 1960, guanyant el títol no oficial individual amb quatre rondes de 269, un registre encara vigent. Va ser nomenat com el líder mundial afeccionat per la revista Golf Digest durant tres anys consecutius, de 1959 a 1961. També va guanyar dos Trans-Mississippi Amateurs en 1958 en el Club de camp de Prairie Dunes i en 1959 en el Club de camp Woodhill.

### Professional

#### Primeres victòries
Va començar la seva carrera professional el 1962. El seu primer títol professional va ser aquest mateix any derrotant a Arnold Palmer en el playoff en Oakmont per l'Obert dels Estats Units. En aquest moment va néixer la rivalitat entre ambdós que va atreure espectadors de la nova tecnologia de televisió. A finals d'any Nicklaus va aconseguir dues victòries més, a l'Obert de Seattle i a l'Obert de Portland. Aquest any va acabar amb uns guanys de 60.000 dòlars, sent el tercer en el rànquing de l'any i nomenat novell de l'any.
L'any 1963 va guanyar dos tornejos majors més, el Màsters i el Campionat de la PGA, a més d'altres tres tornejos, entre ells el Torneig de campions. A final de temporada va ser el segon en la llista de guanys amb 100.000 dòlars. El 1964, no va guanyar cap torneig major però va ser el primer en la llista de guanys, amb només 81.13 dòlars de diferència pel que fa a Palmer. A l'Obert britànic en Saint Andrews va marcar un nou rècord al realitzar els últims 36 forats amb 66-68, encara que això no va ser suficient per a guanyar el títol a Tony Lema.
Va guanyar el Màsters els anys 1965 i 1966, sent el primer a obtenir el títol en dues ocasions consecutives del torneig, i a més va batre el rècord del torneig en 1965 amb 271 (va ser batut l'any 1997 per Tiger Woods amb 270). En 1966, també va guanyar l'Obert britànic en Muirfield, Escòcia, que era l'únic major que li quedava per adjudicar-se. Amb aquesta victòria es va convertir en el jugador més jove a guanyar els quatre majors (després el va superar Woods amb 24 anys), que també havien aconseguit Gene Sarazen, Ben Hogan i Gary Player.
El 1971, va assolir guanyar altra vegada els quatre majors, i després de guanyar el seu tercer Obert britànic el 1978, ho va realitzar per tercera vegada. El 1967, va guanyar el seu segon Obert dels Estats Units en el camp de Baltusrol, batent el rècord de Hogan de 72 forats amb 275 cops.

#### Resultats dolents
Després de la seva victòria en l'Obert dels Estats Units de 1967 no va guanyar cap torneig major fins a 1970 en St Andrews, sent a més des de 1968 fins a 1970 el segon o tercer en la llista de guanys. Va augmentar de pes i va perdre condicions físiques que el van afectar. A finals del 1969 va millorar la seva condició física i va tornar a recuperar el seu rendiment. En 1970, va morir el seu pare, Charlie Nicklaus. Poc després va guanyar l'Obert britànic derrotant el nord-americà Doug Sanders en un emocionant playoff. Nicklaus va llançar el seu putter a l'aire després del seu últim cop per l'emoció de guanyar en St Andrews.

#### Rècords
Amb la victòria en el Campionat de la PGA de 1971 al febrer, es va convertir en el primer golfista a guanyar els quatre majors dues vegades en la seva carrera. En el final de l'any va guanyar a més quatre títols més, inclòs el Torneig de campions i el Campionat nacional per equips, al costat d'Arnold Palmer. El 1972, va guanyar els dos primers majors, el Màsters i l'Obert dels Estats Units, a més d'altres cinc tornejos i ser segon en altres tres. No obstant això, no va poder guanyar els quatre majors en el mateix any, ja que Lee Trevino va repetir en l'Obert britànic (Nicklaus va ser segon a només un cop) i Gary Player va guanyar el Campionat de la PGA. Després de l'Obert dels Estats Units va igualar el rècord de Bobby Jones com el jugador amb més tornejos majors en la seva carrera, i a l'agost de 1973 va guanyar el Campionat de la PGA amb el qual ho va superar, amb 14.
Aquest any va guanyar altres sis tornejos i el premi al jugador de l'any de la PGA per tercer any i segon consecutiu. El 1974, no va guanyar cap major, però va ser compensat amb la inclusió en el Saló de la Fama del Golf Mundial, sent un dels tretze inclosos des del començament. Després d'aquest honor va dir que era un record agradable després de la decebedora temporada que havia fet.
Va començar bé l'any 1975, guanyant l'Obert Doral-Eastern, el Heritage Classic i elMàsters, en el qual va batre el rècord de victòries, amb cinc, que més tard tornaria a batre. També aquest any va guanyar el Campionat de la PGA per quarta vegada en la seva carrera, va ser nomenat per quarta vegada jugador de l'any de la PGA i va guanyar el premi a l'atleta de l'any per la American Broadcasting Company. Va ser altra vegada el primer en la llista de guanys de l'any 1976, a pesar de competir només en 16 tornejos, en els quals va guanyar només dos i cap major Així mateix va guanyar aquest any el premi al jugador de l'any de la PGA per cinquena vegada.
L'any 1977 va guanyar el seu 63r. títol, passant a Ben Hogan com segon jugador amb més títols en la història per darrere només de Sam Snead. Aquest any no va guanyar cap major però va quedar en segona posició en l'Obert britànic després de Tom Watson, en el qual va ser un dels millors mà a mà de la història. Nicklaus va fer 65-66 en les dues últimes rondes, només sent superat per Watson, 65-65. Nicklaus va dir que no estava qualificat per a dir si va ser el millor cara a cara de la història però que, no obstant això, per a ell havia estat el final més emocionant de la seva carrera.
Després de guanyar l'Obert britànic de 1978 es va convertir en el primer golfista a guanyar els quatre tornejos majors en tres ocasions (en 2008 va ser igualat per Tiger Woods). Aquest any va guanyar altres tres tornejos del PGA Tour, inclòs el Tournament Players Championship, a més de ser nomenat esportista de l'any per la revista Sports Illustrated. Després d'aquest any no va guanyar cap torneig fins a juny de 1980, sent 1979 l'únic any en el qual no va guanyar cap torneig des del seu debut com professional. El seu entrenador Jack Grout i el seu amic Phil Rodgers el van ajudar a corregir certs aspectes de la seva tècnica, fins i tot Rodgers va viure durant un temps a la casa de Nicklaus. En 1980, només va quedar en tres ocasions entre els deu primers, encara que dos d'elles van ser les seves victòries en l'Obert dels Estats Units i el Campionat de la PGA. En els següents cinc anys només va guanyar dues vegades en el PGA Tour, el Colonial National Invitation el 1982 i el seu propi torneig, el Memorial Tournament el 1984.
El 1986, Nicklaus va coronar la seva carrera amb la seva sisena victòria en el Màsters en circumstàncies increïbles. Es va convertir als 46 anys en el guanyador més vell d'un major en la història (un registre encara vigent). Amb aquesta victòria va sumar la seva 18º torneig major. Va guanyar el Màsters de 1986 amb un putter Response ZT i el seu fabricant, MacGregor Golf, va rebre 5.000 peticions l'endemà de la victòria, quan s'havia planificat vendre només 6.000 exemplars durant tot l'any. Aquesta victòria va ser l'última de la seva carrera en el PGA Tour.

### Sènior
Es va unir al Champions Tour als 50 anys durant 1990. En el seu primer torneig, va guanyar en The Tradition, que és un dels tornejos majors del circuit sènior. Aquest any va disputar altre major més, el Mazda Sènior Tournament Players Championship, que també es va adjudicar.
El 1991, va guanyar tres dels cinc tornejos que va disputar i a més tres van ser majors, el US Open sènior, el Campionat de la PGA sènior i The Tradition per segon any consecutiu. Amb aquests títols va tornar a adjudicar-se la victòria en els quatre majors del circuit, aquesta vegada en el Champions Tour.
Després d'un any sense victòries (1992), va tornar a guanyar l'Obert dels Estats Units sènior el 1993. També aquest any es va adjudicar el Wendy's 3-Tour Challenge al costat de Chi Chi Rodriguez i Raymond Floyd en el Champions Tour per equips. Aquest torneig ho va guanyar així mateix els dos anys següents. El 1994, va guanyar la versió sènior del Mercedes Championships i The Tradition a l'any següent. Va guanyar el seu torneig n.° 100 el 1996, quan es va adjudicar The Tradition per quarta vegada en la seva carrera. Aquest títol va ser l'últim oficial de la seva carrera.
L'últim torneig competitiu que va jugar als Estats Units va ser el Champions Tour's Bayer Advantage Classic a Overland Park, Kansas, el 13 de juny de 2005.

## Fora de la competició

### Dissenyador de camps de golf

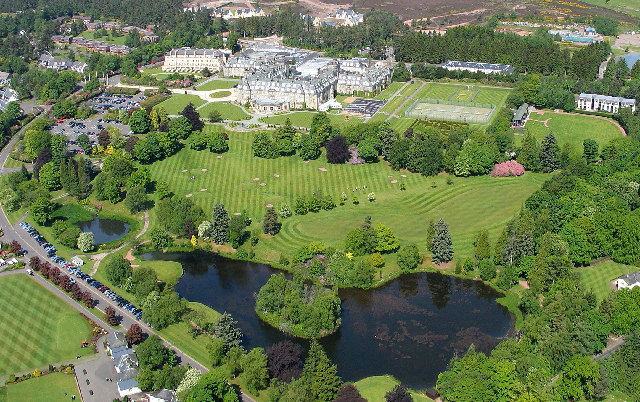
Hotel Gleneagles a Escòcia, amb el seu camp de golf dissenyat per Nicklaus.

Nicklaus dedica la major part del seu temps al disseny de camps de golf i és el cap d'una de les empreses dissenyadores de camps de golf més importants del món. El seu primer disseny fou el Harbour Town Golf Links', que fou obert per jugar l'any 1969.

### Escriptor
Ha escrit diversos llibres sobre ensenyament del golf, una autobiografia (My Story), un llibre sobre els seus mètodes de disseny de camps i ha produït diversos vídeos sobre golf. L'escriptor Ken Bowden sovint li ajudava en aquests treballs.
El seu llibre Golf My Way és un dels clàssics de tots els temps sobre l'ensenyament i ha estat reeditat en diverses ocasions. Ha escrit articles d'instrucció en columnes de revistes, com la Golf o la Golf Digest, amb la qual està actualment associat. També va aparèixer com analista i comentarista de televisió en retransmissions de golf per a la ESPN o ABC.
Diversos dels seus llibres han estat reeditats, de vegades sota títols diferents, i My Story fins i tot com edició limitada. Una selecció dels seus treballs principals és aquesta:
- The Greatest Game of All, por Jack Nicklaus, 1969.
- Golf My Way, por Jack Nicklaus, con Ken Bowden, 1974, 1998, 2005.
- On and Off the Fairway, por Jack Nicklaus, con Ken Bowden, 1978.
- Play Better Golf: The Short Game and Scoring, por Jack Nicklaus, con Ken Bowden, 1987.
- Play Better Golf: Short Cuts to Lower Scores, por Jack Nicklaus, con Ken Bowden, 1990.
- Jack Nicklaus: My Story, por Jack Nicklaus, con Ken Bowden, 1997 (mas un edición limitada de 225 páginas en honor de Nicklaus en el Torneo Memorial 2000).
- Jack Nicklaus' Lesson Tee, por Jack Nicklaus, con Ken Bowden, 1998.
- Nicklaus by Design: Golf Course Strategy and Architecture, por Jack Nicklaus y Chris Millard, 2002.
- Jack Nicklaus: Memories and Mementos from Golf's Golden Bear, por Jack Nicklaus, 2007.
- Golf and Life, por Jack Nicklaus y el Dr. John Tickell, 2007.